# Михня Злой
Михня I Инджераш Рэу (Злой) (рум. Mihnea cel Ingeras Rău; 21 (22?) апреля 1462 — 12 марта 1510) — господарь Валахии из династии Басарабов-Дракулешти (1508 — 1509). Средний сын валашского господаря Влада III Цепеша.

## Биография
Родился в апреле 1448 года. Имел двоих братьев, Влада (приемный сын Влада Цепеша) и родного брата Михаила. В апреле 1472 году[уточнить], после того, как его старший брат отдал ему престол (правил около одного-двух месяцев), занял валашский господарский престол. В своей политике ориентировался на Венгрию. Могущественный и влиятельный валашский боярский род Крайовеску выступил против Михни Злого, который в конце октября 1509 года вынужден был бежать в Трансильванию, где вскоре был убит. Похоронен в городе Сибиу. После смерти Михни Злого трон Валахии наследовал сын Мирча III.